# کیپ ورد در المپیک تابستانی ۲۰۱۲
کیپ ورد در بازی‌های المپیک تابستانی ۲۰۱۲ که از ۲۷ ژوئیه تا ۱۲ اوت ۲۰۱۲ در لندن، بریتانیا برگزار شد، شرکت کرد. حضور این کشور در لندن پنجمین حضورش در بازی‌های المپیک تابستانی از زمان اولین حضورش در سال ۱۹۹۶ بود. این هیئت شامل روبن سانکا، دوندهٔ مسافت طولانی، لیدیان لوپس، دوندهٔ سرعت و آدسانجلا مونز، جودوکا بود. مونز و سانسا نیز به ترتیب به عنوان پرچمداران مراسم افتتاحیه و اختتامیه انتخاب شدند. از بین سه ورزشکار کیپ ورد، تنها مونز بیشتر از دور اول پیشرفت کرد.

## پیش‌زمینه
کیپ ورد در پنج بازی المپیک تابستانی مابین اولین حضورش در بازی‌های المپیک تابستانی ۱۹۹۶ در آتلانتا، ایالات متحده تا المپیک تابستانی ۲۰۱۲ لندن شرکت کرده بود. بیشترین تعداد ورزشکاران کیپ وردی که در بازی‌های تابستانی شرکت کردند، سه نفر در بازی‌های ۱۹۹۶ در آتلانتا، ایالات متحده، بازی‌های ۲۰۰۴ در آتن، یونان و در بازی‌های ۲۰۱۲ در لندن بود.هیچ ورزشکاری از کیپ ورد تا به حال در المپیک مدالی کسب نکرده است.سه ورزشکار از کیپ ورد برای رقابت در بازی‌های لندن انتخاب شدند: روبن سانکا در دو و میدانی ۵۰۰۰ متر، لیدیان لوپس در دو و میدانی ۱۰۰ متر و آدسانجلا مونز در جودو +۷۸ کیلوگرم.

## دو و میدانی

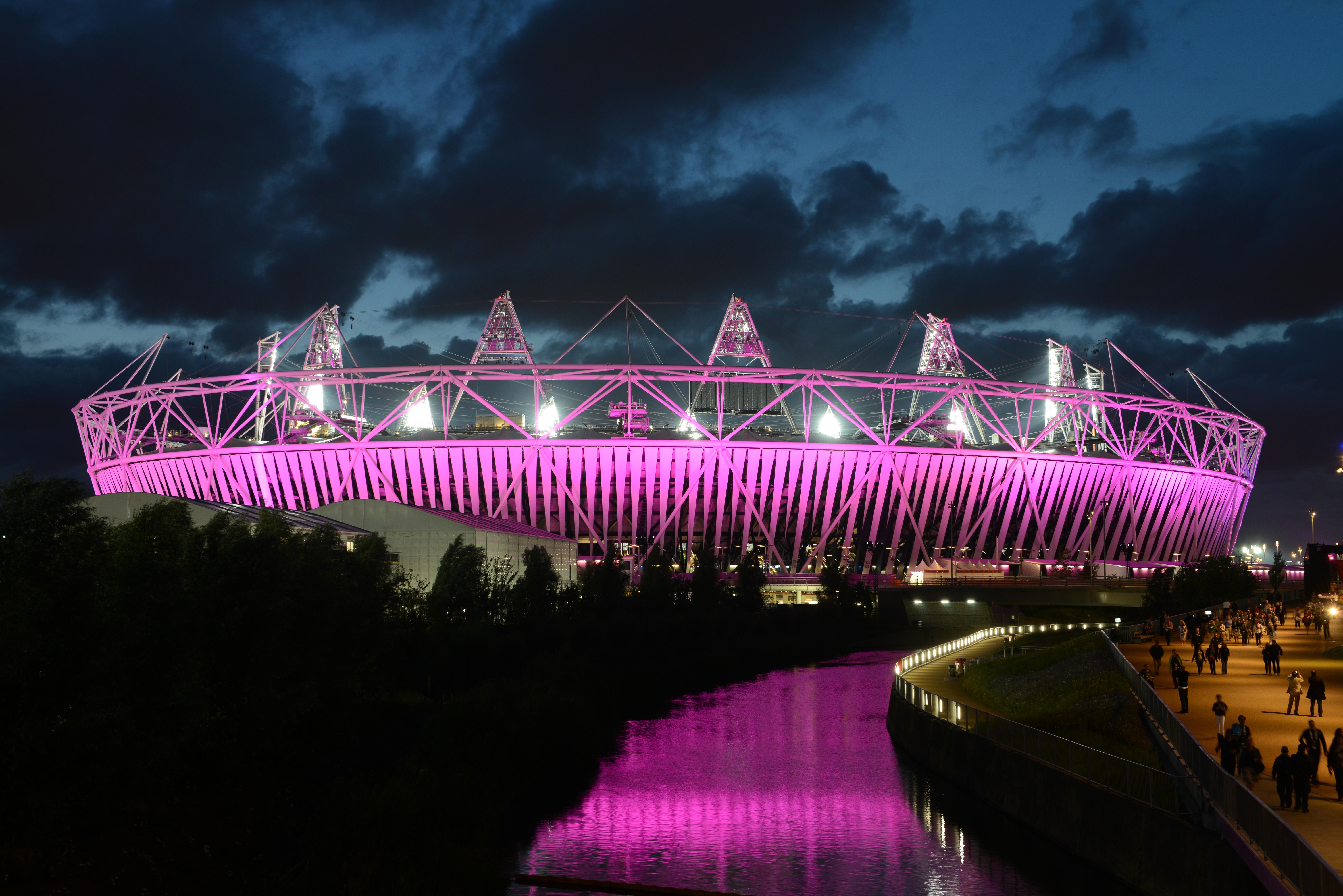
استادیوم المپیک لندن، جایی که سانکا و لوپس در مسابقات دو و میدانی رقابت کردند.

کیپ ورد با یک ورزشکار مرد در المپیک ۲۰۱۲ در دو و میدانی شرکت کرد؛ روبن سانکا، دوندهٔ ۵۰۰۰ متر. سانسا که اولین بازی خود در المپیک را در این بازی‌ها انجام داد، پس از شرکت در ماراتن در مسابقات قهرمانی جهانی ۲۰۱۱و ۱۵۰۰ متر در بازی‌های لوسوفونی ۲۰۰۹، یک مقام دانشگاهی دریافت کرد. او در ۸ اوت در مادهٔ ۵۰۰۰ متر شرکت کردکه از بین ۲۱ ورزشکار در دورهٔ مقدماتی دوم، در زمان ۱۴ دقیقه و ۳۵٫۱۹ ثانیه آخر شد. او ۱ دقیقه و ۲۰٫۰۴ ثانیه از برندهٔ دورهٔ مقدماتی خود یعنی دیژن گبرمسکل عقب بود. در مجموع او از بین ۴۳ ورزشکار چهلم شد، ۱ دقیقه و ۱۳٫۹۸ ثانیه کندتر از کندترین ورزشکاری بود که به دور نهایی راه یافت و بنابراین، این پایان رقابت او بود.
لیدیان لوپس که در اولین المپیک خود شرکت می‌کرد، جوانترین ورزشکار کیپ ورد در المپیک با ۱۷ سال سن بود. او در ۳ اوت در ۱۰۰ متر مسابقه داد. لوپس به دورهٔ مقدماتی چهار کشیده شد و با زمان ۱۲٫۷۲ ثانیه دوید و در مسابقات مقدماتی خود با ۱٫۱۲ ثانیه عقبتر از برنده، توئا ویسیل، چهارم شد. او در مجموع از بین ۳۳ ورزشکار در ردهٔ هفدهم قرار گرفت و ۰٫۴۸ ثانیه از کندترین ورزشکاری که تا دوره‌های مقدماتی پیش رفت عقب بود. بنابراین، لوپس در دوره‌های مقدماتی پیشرفت نکرد.
کلید
- یادداشت–رتبه‌هایی که برای رویدادهای پیست داده شده فقط در حد دورهٔ مقدماتی ورزشکار است
- Q = به دور بعد راه یافت
- q =به عنوان سریعترین بازنده به دور بعدی راه یافت یا, در رویدادهای میدانی، بر اساس موقعیت بدون دستیابی به هدف مقدماتی راه یافت
- NR = رکورد ملی
- N/A =دور برای رویداد قابل اجرا نیست
- Bye = لازم نیست ورزشکار در دور مسابقه شرکت کند

| ورزشکار     | رویداد         | دورهٔ مقدماتی | دورهٔ مقدماتی | یک چهارم نهایی | یک چهارم نهایی | نیمه نهایی | نیمه نهایی | فینال    | فینال    |
| ورزشکار     | رویداد         | نتیجه        | رتبه         | نتیجه          | رتبه           | نتیجه      | رتبه       | نتیجه    | رتبه     |
| ----------- | -------------- | ------------ | ------------ | -------------- | -------------- | ---------- | ---------- | -------- | -------- |
| روبن سانکا  | ۵۰۰۰ متر مردان | ۱۴:۳۵٫۱۹     | ۲۱           | —              | —              | —          | —          | پیش نرفت | پیش نرفت |
| لیدیان لوپس | ۱۰۰ متر زنان   | ۱۲٫۷۲        | ۴            | پیش نرفت       | پیش نرفت       | پیش نرفت   | پیش نرفت   | پیش نرفت | پیش نرفت |

## جودو
کیپ ورد یک جودوکا در المپیک ۲۰۱۲ داشت. این زن، آدسانجلا مونز، ورزشکاری ۲۵ ساله، بود که در اولین بازی‌های المپیک خود شرکت می‌کرد.او در وزن +۷۸ کیلوگرم شرکت کرد. مونز در دور اول خداحافظی کرد و در مسابقهٔ چهار مقابل ایدالیس اورتیز از کوبا در دور دوم مبارزه کرد.مونز شکست خورد و به همین دلیل به مرحلهٔ یک چهارم نهایی صعود نکرد. 
| ورزشکار       | رویداد           | دور ۳۲     | دور ۱۶                     | یک چهارم نهایی | نیمه نهایی | شانس مجدد  | فینال / BM | فینال / BM |
| ورزشکار       | رویداد           | نتیجه رقیب | نتیجه رقیب                 | نتیجه رقیب     | نتیجه رقیب | نتیجه رقیب | نتیجه رقیب | رتبه       |
| ------------- | ---------------- | ---------- | -------------------------- | -------------- | ---------- | ---------- | ---------- | ---------- |
| آدسانجلا مونز | ۷۸+ کیلوگرم زنان | خداحافظی   | اورتیز (CUB) · L ۰۰۰۲–۰۱۰۳ | پیش نرفت       | پیش نرفت   | پیش نرفت   | پیش نرفت   | پیش نرفت   |